# Tito Valenzuela
Tito Valenzuela Maturana (1945, Tocopilla). Es un poeta, cronista y artista plástico chileno.

## Biografía
Nació en Tocopilla, pequeña ciudad-puerto del norte de Chile, con el nombre Héctor Segundo Valenzuela Maturana. Hizo sus estudios secundarios en el Liceo Eduardo de la Barra de Valparaíso, donde se muda su familia ya que su padre que era marino es trasladado a esa ciudad. Se vincula a la Asociación Teatral Valparaíso (ATEVA) y se relaciona con poetas y artistas de esta ciudad, tales, como Eduardo Embry, Omar Saavedra Santis, Jorge Osorio Tejeda, Juan Luis Martínez, Eduardo Parra y Sergio Badilla Castillo.
Estudió en la década del 70 en la ex Escuela de Bellas Artes de la Universidad de Chile, en Santiago de Chile, ciudad donde se establece y participa, ocupando un lugar destacado en la bohemia literaria, en lugares tales como el barrio Lastarria o el mítico bar Il Bosco. En 1971 gana el premio del Concurso de Cuentos que organiza la revista Paula. Con el golpe de Estado en Chile, emprende el camino del exilio, estableciéndose primero en Lima, Perú, y luego, en Bucarest, Rumania y finalmente en Londres, Inglaterra. En este último país obtiene, en 1980, el grado de Bachiller en Artes en el College of London. A comienzos de la década del noventa regresa a Chile. Actualmente reside en Estocolmo, Suecia.

## Obras
- Manual de sabotaje. 1969
- Bestiario. 1993
- Daduic – Ytic 1993.
- El patio grande. 1997.
- La Rosa Roedora. 2

-Documental http://danizia-documentary.blogspot.com/2008/03/descomedidos-y-chascones-1972.html
- Datos: Q6147572